# Lycopsylla nova
Lycopsylla nova är en loppart som beskrevs av Rothschild 1904. Lycopsylla nova ingår i släktet Lycopsylla och familjen Lycopsyllidae. Inga underarter finns listade i Catalogue of Life.